# Кита-ку (Ниигата)
Кита-ку (яп. 北区) — район города Ниигата префектуры Ниигата в Японии. По состоянию на 1 февраля 2012 года население района составило 77 215 человек, плотность населения — 715 чел / км ².

## История
Территория современного Кита-ку была частью древней провинции Эчиго. Район был создан 1 апреля 2007 года, когда Ниигата получила статус города, определённого указом правительства. В него вошёл бывший город Тоёсака.

## Достопримечательности
- Ипподром Ниигаты
- Лагуна Фукусимагата